# Eastbourne International 1973
L'Eastbourne International 1973 è stato un torneo di tennis giocato sull'erba. È stata la 1ª edizione del torneo, che fa parte del Commercial Union Assurance Grand Prix 1973. Si è giocato ad Eastbourne in Gran Bretagna dal 18 al 24 giugno 1973.

## Campioni

### Singolare
Mark Cox ha battuto in finale  Patrice Dominguez con il punteggio di 6–2 2–6 6–3

### Doppio
Ove Nils Bengtson /  Jim McManus hanno battuto in finale  Manuel Orantes /  Ion Țiriac con il punteggio di 6–4, 4–6, 7–5